# Kopalnia Węgla Kamiennego Rymer
Das Steinkohlenbergwerk Rymer (poln. Kopalnia Węgla Kamiennego Rymer; deutsche Bezeichnung Römergrube) ist ein stillgelegtes Steinkohlenbergwerk in Rybnik-Niedobczyce, Polen.

## Geschichte
Die Mutung der Steinkohlenfelder „Gott segne dich“, „Ignatius“, „Karl“ und „Johann Jakob“ erfolgte 1841 durch Carl Friedrich August Cuno aus Ratibor. Cuno strebte aber nicht die Erschließung der Felder an, sondern verkaufte seine Rechte weiter. Erst nach dem Erwerb der Schürfrechte durch Isidor Mamroth im Jahr 1872 begann man mit dem Abteufen von Schächte „Mamroth“ und „Anna“ bis in eine Teufe von 39 Metern und förderte 1883 die erste Steinkohle. Der dritte Schacht „Oskar“ (54 m) war durch eine Seilbahn mit Schacht „Mamroth“ verbunden. Weil die Zeche anfangs noch über keinen Bahnanschluss verfügte, wurde die Kohle zunächst über Karren abtransportiert. Alle drei Schächte spielten bei der weiteren Entwicklung des Bergwerks keine Rolle mehr.
Dem Steinkohlenbergwerk Johann Jakob benachbart war die Grube Römer mit den Feldern „Vincenzglück“, „Wilhelmsbahn“, „Hans Reinhold“ und „Marienssegen“. Diese Steinkohlenfelder waren zwar 1858 Prof. Karl Kuh verliehen, aber ebenfalls nicht aufgeschlossen und in Förderung gebracht worden. Eine Inbetriebnahme erfolgte auch nach der Übernahme durch Carl Wittgenstein, den Direktor der Prager Eisenindustrie Gesellschaft, nicht. Vielmehr wurde sie 1894 an das benachbarte Bergwerk Emma verpachtet.
Die Beendigung des Pachtvertrages und die Vereinigung der Bergwerke Johann Jacob und Römer am 1. Juli 1896 stellt das offizielle Gründungsdatum der Zeche dar, die zunächst Johann Jacob genannt wurde und ab 1903 den Namen Römergrube trug.

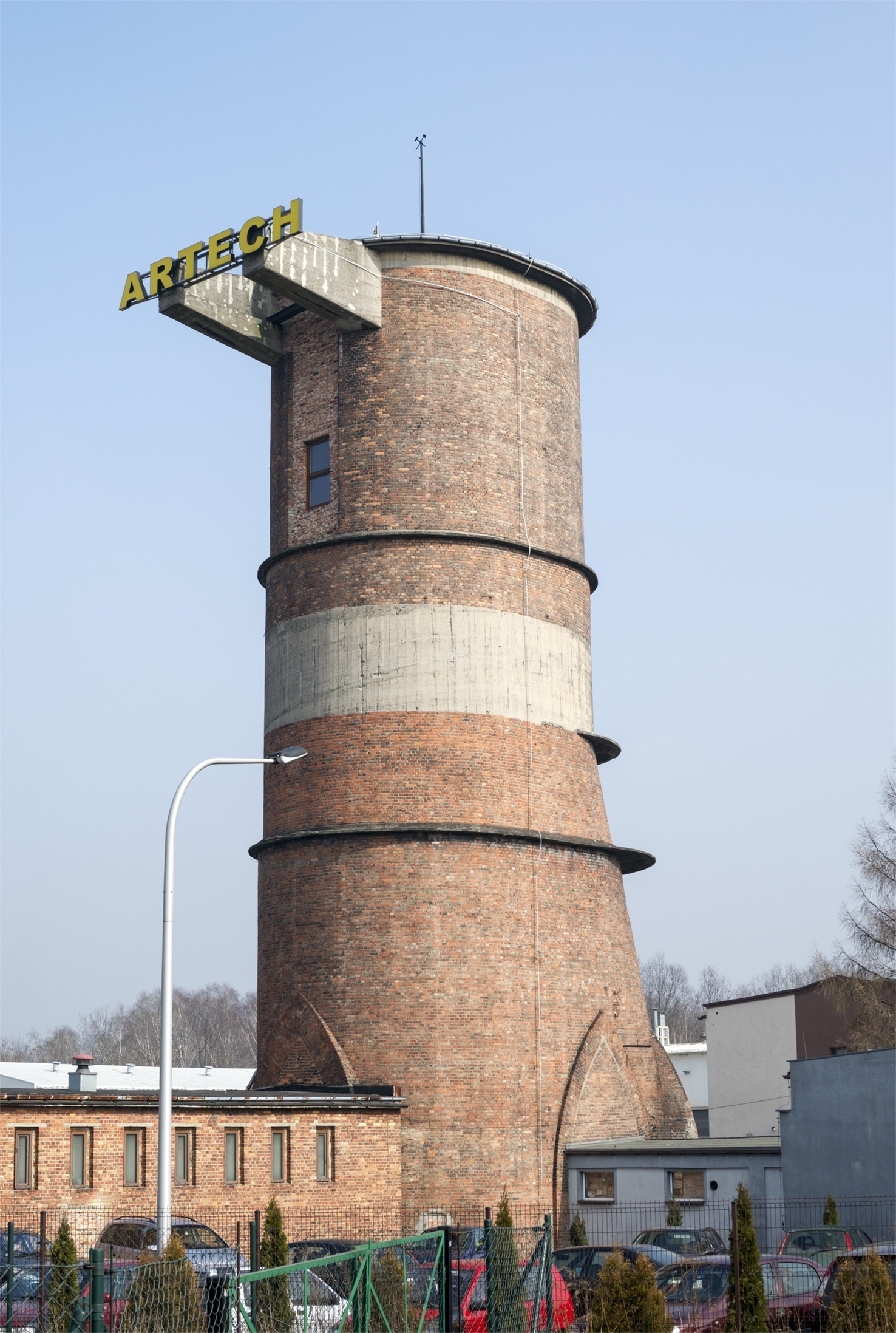
Wetterschacht Szymanski

In den Folgejahren wurde die Zeche systematisch erweitert und erreichte schließlich eine Berechtsame von 12,8 km². Man pachtete die Steinkohlenfelder „Evashöhe“, „Emiliens Ruh“, „Carl Adolph I“, „Else“, „Milde“ und „Göppert“ an, errichtete eine Sortieranlage und eine eigene Elektrostation und teufte den Schacht „Carl/Karol“ (193 m; Doppelförderung) sowie einen Wetterschacht namens „Janusz“ ab. Eine Wäsche mit einer Leistung von 125 – 130 t/h kam 1913 hinzu. Die Hauptgewinnung fand zu diesem Zeitpunkt auf der 2. Sohle bei 182 m statt und baute neben dem Nieder- und dem Oberflöz auch die vier Flöze IV (Mächtigkeit 1,10 m), V (1,55 m), VI (1,40 m) und VIII (1,64 m) ab.
Im Jahr 1903 war das Bergwerk durch Fritz von Friedländer-Fuld erworben worden, dem bereits die Bergwerke Emma in Radlin und Anna in Pszów gehörten. Sie wurden alle in der Rybniker Steinkohlen-Gewerkschaft mit Sitz in Berlin zusammengefasst. Alle drei Bergwerke verfügten zusammen über eine Berechtsame von 137 km². An diesen Besitzverhältnissen änderten weder die Teilung Oberschlesiens 1922 noch das polnische Bergbaugesetz von 1930, das das Preußische Bergerecht von 1865 ersetzte, etwas.
Im Jahre 1919 wurde das Baufeld der stillliegenden Grube Beatensglück dem Bergwerk zugeschlagen.
In den Jahren 1925–1930 kam es auf der Römergrube zu umfangreichen Modernisierungen. Schacht „Karol“ erhielt eine elektrische Fördermaschine, zum Transport untertage wurden Elektroloks eingesetzt und das Kesselhaus umfangreich erweitert. 1939 erfolgte der Abbau auf der 430-m-Sohle.
1936 wurde das Bergwerk zu Ehren des ersten Gouverneurs von Schlesien, Józef Rymer, in Rymer umbenannt.
Nach Beginn des Zweiten Weltkriegs wurde das Bergwerk – wie auch die Anlagen Hoym-Laura/Ignacy, Anna, Emma und Rydułtowy – unter die deutsche Zwangsverwaltung gestellt und durch die Reichswerke Hermann Göring ausgebeutet. Während dieser Zeit wurden alle Vorrichte- und Instandsetzungsarbeiten vernachlässigt und die Kohlenproduktion rücksichtslos von 722.218 t (1940) auf 1,20 Mio. t (1944) hochgefahren. Um dieses Ziel zu erreichen, wurden ab 1942 Häftlingen und Kriegsgefangenen aus den nahe gelegenen Gefangenenlagern in Rydułtowy und Rybnik eingesetzt. 1944 erreichte ihre Zahl 400.
Obwohl die Produktion bei Kriegsende kurz auf 300 t pro Tag sank, begann man rasch mit dem Wiederaufbau. Zunächst begann man mit dem Abteufen des Wetterschachtes „Szymanski“ mit einer Teufe von 457 Metern, danach wurden sowohl die Wäsche als auch die Fördergerüste modernisiert. Auch kamen bald Kratzförderer und Doppelschneidwalzen zur Kohlengewinnung und deren Transport zum Einsatz.
Durch diese und andere Maßnahmen konnte die Förderung sukzessive bis auf ein Maximum von 1,36 Mio. t im Jahr 1973 gesteigert werden. Danach flachte die Produktionskurve ab und das Bergwerk musste am 1. Juli 1995 seine Förderung einstellen. Das Baufeld wurde an   Chwałowice abgegeben, die Schächte verfüllt und mit Ausnahme des Turms über Schacht „Szymanski“ alle Fördergerüste und Tagesanlagen abgerissen.
Zum Schluss verfügte das Bergwerk über folgende Schächte:
- Schacht „Janusz“ auf der Hauptförderanlage; liquidiert im Jahr 2000
- Schacht „Karol“ am gleichen Ort; liquidiert im Jahr 2002
- Wetterschacht „Szymanski“, auch Transport von Bergematerial; liquidiert 1999
- Schacht „Marcin“; hatte im Laufe der Zeit verschiedene Funktionen. Diente nach der Stilllegung von Rymer als Wetterschacht für „Chwałowice“

## Förderzahlen
1912: 527.582 t; 1938: 678.340 t; 1970: 1,25 Mio. t; 1979: 2,59 Mio. t